# Queen Elizabeth's Men
Queen Elizabeth's Men var ett engelskt teatersällskap, verksamt mellan 1583 och 1592.  Det var det dominerande teatersällskapet under 1580-talet och uppträdde båda i staden och vid hovet som drottningens eget sällskap.